# IC 4665
IC 4665 è un brillante ed esteso ammasso aperto visibile nella costellazione dell'Ofiuco.

## Osservazione

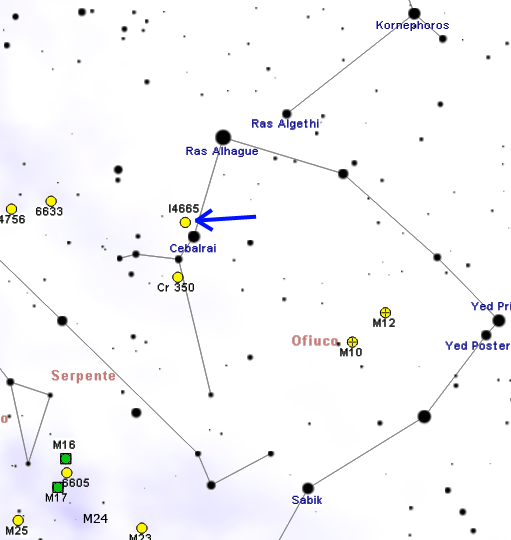
Carta per l'individuazione di IC 4665.

È individuabile con facilità, meno di un grado a nord-est della stella β Ophiuchi; sotto cieli particolarmente adatti è discretamente visibile anche ad occhio nudo come una macchia nebbiosa molto debole. Le sue stelle principali, di sesta magnitudine, sono invece ben osservabili con binocoli di piccola-media potenza, come un 8x40 o un 10x50; le sue componenti appaiono tendenzialmente azzurre e si dispongono a formare una sorta di rudimentale lettera "Y". La scia chiara della Via Lattea in questo punto è fortemente oscurata, così l'ammasso appare quasi isolato. Non sono necessari strumenti di maggiori dimensioni per risolvere l'oggetto, a meno che non si voglia tentare la risoluzione della componenti doppie, presenti in gran numero; con forti ingrandimenti si perde tuttavia la visione d'insieme.
Trovandosi quasi a cavallo dell'equatore celeste può essere osservato da tutte le aree popolate della Terra e la sua visibilità è quasi identica da entrambi gli emisferi; dall'emisfero boreale è un oggetto caratteristico del cielo estivo, anche se relativamente poco noto, mentre dall'emisfero australe, dove appare leggermente più basso a parità di latitudine, è ben visibile in inverno. I mesi più indicati per la sua osservazione sono compresi fra maggio e ottobre.

## Storia delle osservazioni
La scoperta di quest'ammasso viene attribuita all'astronomo svizzero Philippe Loys de Chéseaux, che lo osservò e lo inserì nel suo catalogo degli oggetti di natura "nebulosa" edito nel 1746; egli lo descrisse come un ammasso stellare, avendolo risolto in stelle col suo telescopio.
Curiosamente non venne inserito nel Catalogo di Messier, sebbene fosse già stato scoperto oltre un quarto di secolo prima che Charles Messier lo compilasse. Allo stesso modo, non venne riportato da William Herschel, probabilmente a causa delle sue estese dimensioni. Si dovette attendere la pubblicazione del secondo Index Catalogue, corollario del New General Catalogue, perché quest'oggetto ricevesse una numerazione di catalogo.

## Caratteristiche
IC 4665 è un ammasso che presenta alcune particolarità: possiede un'età molto giovane, stimata attorno ai 35 milioni di anni, e si trova in una posizione non comune per essere un ammasso aperto, circa 16° a nord rispetto al piano galattico; ciò è indice del fatto che l'ambiente di formazione stellare in cui si è generato presentava a sua volta delle caratteristiche insolite. Ciò non si riflette tuttavia sulla composizione chimica della superficie delle sue stelle membri, come è stato evidenziato da uno studio condotto sui dati del ROSAT.
Le stime dell'età variano comunque in funzione della distanza, la quale pure presenta delle lievi incertezze; le stime su quest'ultima forniscono un valore di 370±50 parsec (1200±160 anni luce). L'ammasso contiene una cinquantina di stelle più luminose della magnitudine 13; fra queste la più luminosa è una stella azzurra di classe B4V. Le stelle membri effettive di piccola massa, ossia comprese fra la classe spettrale F e la M, sarebbero 40, in massima parte individuate tramite lo studio della loro velocità radiale. Fra le componenti di grande massa, 19 risultano essere doppie spettroscopiche; le intense forze mareali fra le due componenti di questi sistemi stellari spiegherebbe la relativamente bassa velocità di rotazione delle stelle dell'ammasso.

### Libri
- (EN) Stephen James O'Meara, Deep Sky Companions: Hidden Treasures, Cambridge University Press, 2007, ISBN 0-521-83704-9.
- (EN) C. J. Lada, N. D. Kylafits, The Origin of Stars and Planetary Systems, Kluwer Academic Publishers, 1999, ISBN 0-7923-5909-7.
- A. De Blasi, Le stelle: nascita, evoluzione e morte, Bologna, CLUEB, 2002, ISBN 88-491-1832-5.

### Carte celesti
- Toshimi Taki, Taki's 8.5 Magnitude Star Atlas, su geocities.jp, 2005. URL consultato il 17 agosto 2011 (archiviato dall'url originale il 5 novembre 2018). - Atlante celeste liberamente scaricabile in formato PDF.
- Tirion, Rappaport, Lovi, Uranometria 2000.0 - Volume I - The Northern Hemisphere to -6°, Richmond, Virginia, USA, Willmann-Bell, inc., 1987, ISBN 0-943396-14-X.
- Tirion, Sinnott, Sky Atlas 2000.0, 2ª ed., Cambridge, USA, Cambridge University Press, 1998, ISBN 0-933346-90-5.
- Tirion, The Cambridge Star Atlas 2000.0, 3ª ed., Cambridge, USA, Cambridge University Press, 2001, ISBN 0-521-80084-6.